# Pleurota eximia
Pleurota eximia is een vlinder uit de familie sikkelmotten (Oecophoridae). De wetenschappelijke naam is voor het eerst geldig gepubliceerd in 1861 door Lederer.
De soort komt voor in Europa.